# Петар Михтарски
Петар Сотиров Михтарски (буг. Петър Сотиров Михтарски; Благоевград, 15. јул 1966) је бугарски фудбалски тренер и бивши фудбалер. Играо је на позицији нападача.

## Успеси
Пирин Благоевград
- Куп Бугарске: (финале: 1993/94)[3]

 Левски Софија
- Прва лига Бугарске (1) : 200/01.[4]
- Куп Бугарске  (1) : 1990/91.[4]

 Порто
- Прва лига Португалије (1) : 1991/92.[5]

Појединачни
- Најбољи стрелац Прве лиге Бугарске: 1994/95.[3]